# 리처드 월하임
리처드 월하임(Richard Wollheim, 1923년 5월 5일 - 2003년 11월 4일)은 특히 시각 예술, 특히 회화와 관련하여 마음과 감정에 대한 독창적인 작업으로 유명한 영국 철학자였다.